# Gilda Cruz-Romo
Gilda Cruz-Romo (Guadalajara, 12 febbraio 1940 – San Antonio, 28 giugno 2025) è stata un soprano messicano.

## Biografia
Figlia del macchinista Feliciano Cruz e Maria del Rosario Diaz, Gilda Cruz nacque a Guadalajara nel 1940 e studiò canto con Ángel Esquivel al Conservatorio Nacional de Música. Fece il suo debutto sulle scene il 6 settembre 1962 a Città del Messico come Ortlinde ne La valchiria, diretta da Georges Sébastian e con Jon Vickers nel ruolo di Siegmund. L'anno dopo cantò il suo primo ruolo da protagonista, quello di Suor Angelica al Palacio de bellas artes, ove tornò negli anni seguenti come Blanche ne I dialoghi delle Carmelitane, la Madre in Hänsel e Gretel, Musetta ne La bohème, Venere in Tannhäuser (accanto a Montserrat Caballé nel 1965), Micaela in Carmen e Tosca. Nel 1966 fece il suo debutto internazionale alla Dallas Opera, dove esordì come Giovanna in Rigoletto, per poi tornarvi con ruoli sempre più centrali, fino a cantarvi come Anna Bolena nel 1968.
La consacrazione arrivò nel 1969 quando esordi alla New York City Opera nel duplice ruolo di Margherita ed Elèna nel Mefistofele. L'anno dopo fece il suo debutto al Metropolitan come Cio-Cio-San in Madama Butterfly. Avrebbe cantato al Met per quattordici stagioni, fino al 1984, apparendo in 160 rappresentazioni in ruoli quali Nedda in Pagliacci, Leonora ne La forza del destino, Tosca, Aida, Suor Angelica, Violetta ne La traviata, Amelia in Un ballo in maschera, Leonora ne Il trovatore, Manon in Manon Lescaut, Desdemona in Otello (accanto al Moro di Plácido Domingo) ed Elisabetta in Don Carlo.
Nel 1972 esordì alla Royal Opera House come Aida (diretta da Charles Mackerras e con Carlo Bergonzi come Radames), un ruolo che cantò anche l'anno successivo in occasione del suo debutto al Teatro alla Scala; sempre del 1973 è il debutto alla Wiener Staatsoper come Cio-Cio-San. Del 1974 è l'esordio al Gran Teatre del Liceu come Tosca, al Teatro dell'Opera di Roma come Manon e quello al Gran Teatro La Fenice nel Requiem verdiano diretto da Zubin Mehta, in cui cantava insieme a Domingo, Fiorenza Cossotto e Hans Sotin. Sempre nello stesso anno tornò anche a Vienna come Tosca e Lenora, cantò al Teatro Bol'šoj come protagonista dell'Aida, diretta da Claudio Abbado durante una tournée scaligera e apparve come Luisa Miller al Teatro Regio di Torino accanto a Luciano Pavarotti. Nel 1975 tornò al Piermarini come Amalia accanto al Riccardo di José Carreras e al Covent Garden ne Un ballo in maschera e La forza del destino con Bergonzi. Nel 1976 fu ancora a Vienna come Aida e Luisa Miller ed esordì all'Opéra national de Paris ne Il trovatore.
Nel 1977 fu Leonora al Maggio Musicale Fiorentino, diretta da Riccardo Muti, e Cio-Cio-San al Teatro Municipale di Santiago insieme a Beniamino Prior, con cui condivise la scena ancora nel 1981 nell'Adriana Lecouvreur a Caracas. Nel 1978 fu Tosca al Teatro Colón accanto a Giorgio Merighi e Matteo Manuguerra. Nel 1983 fu Lady Macbeth nel Connecticut accanto a Silvano Carroli, mentre nel 1987 ampliò il suo repertorio con il ruolo di Medea nell'opera di Cherubini, sostenuto per la prima volta al Palace Theater di Stamford. Nel 1989 fu Matilde nella prima statunitense di Silvano ad Englewood. Nel 1990 iniziò a insegnare canto all'Università del Texas ad Austin e diede il suo addio alle scene con El amor brujo nella natia Guadalajara nel 1993.
È morta nel 2025 all'età di 85 anni.

## Discografia parziale
Registrazioni dal vivo
- Andrea Chenier, con Richard Tucker, Mario Sereni, dir. Francesco Molinari Pradelli 1970 OPERA LOVERS
- La forza del destino, con Franco Bonisolli, Kostas Paskalis, Cesare Siepi, dir. Riccardo Muti .1974 Myto
- Aida, con Agostino Ferrin, Petr Gugalov, Grace Bumbry, Ingvar Wixell, dir. Thomas Schippers 1976 Levon Records
- Il trovatore, con Carlo Cossutta, Fiorenza Cossotto, Matteo Manuguerra, Agostino Ferrin, dir Riccardo Muti 1977
- Attila, con Jerome Hines, Cornelis Opthof, Gianfranco Cecchele, dir. Imre Pallo 1978 Gala